# Cầu Megane
Meganebashi (眼鏡橋 (Nhãn Kính kiều)) hay còn gọi là "cầu mắt kính", là cây cầu bắc qua sông Nakashima tại thành phố Nagasaki, tỉnh Nagasaki, Nhật Bản. Cây cầu còn được gọi là "cầu mắt kính" vì hai mái vòm của nó trông giống như một cặp kính đeo mắt.

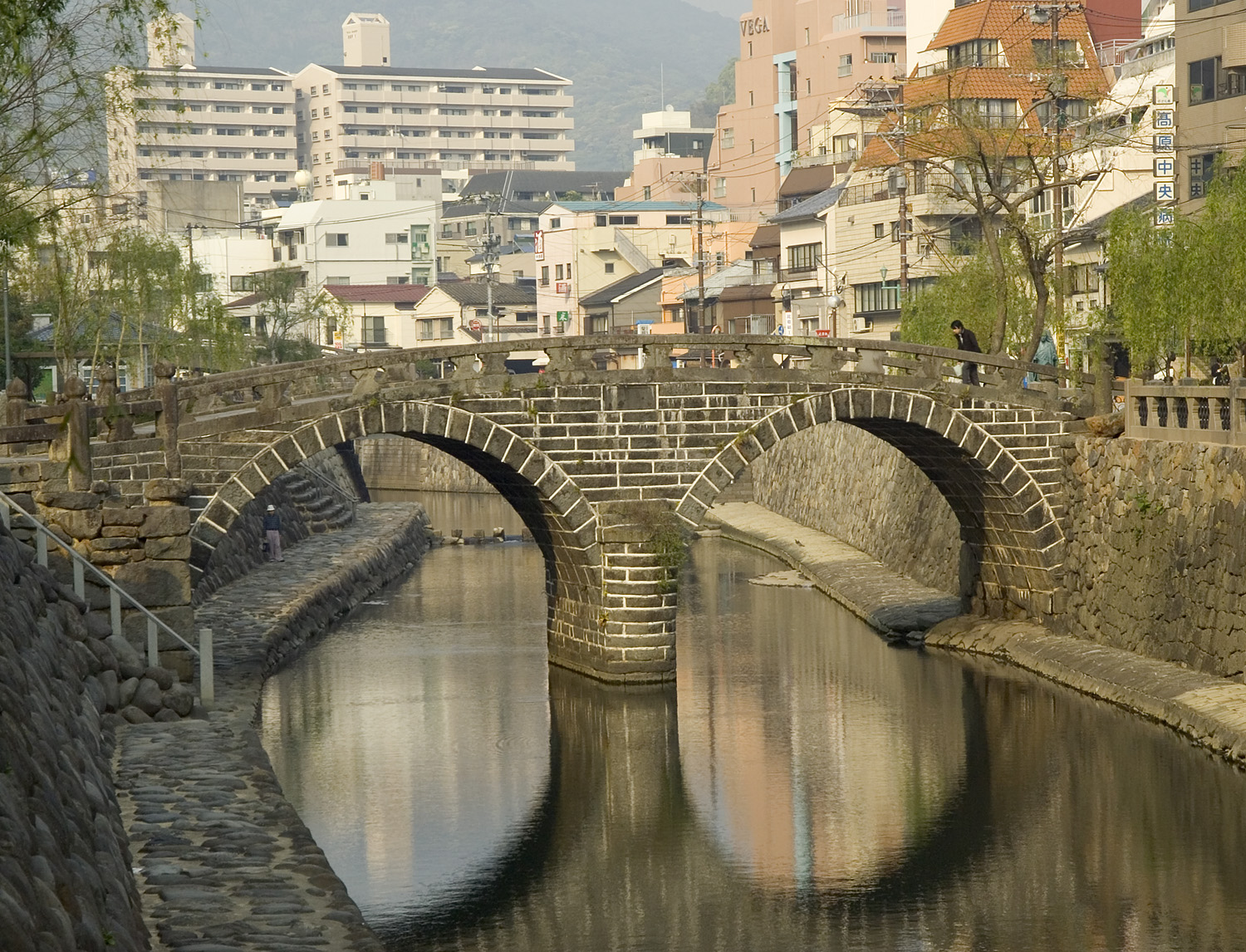
Meganebashi

Cây cầu được xây dựng vào năm 1634 bởi tu sĩ Mokusu của đền Kofukuji. Nó được cho là cây cầu đá vòm lâu đời nhất Nhật Bản và đã được ghi nhận như một tài sản văn hóa quan trọng. Vào ngày [[23 tháng 7 năm 1982, một trận mưa lớn cuốn trôi sáu trong số mười cây cầu đá qua sông Nakashima. Cầu Megane bị hư hỏng nặng nhưng may mắn được thay gần như tất cả những tảng đá gốc được và cây cầu đã được khôi phục như hình dạng ban đầu của nó.